# Горбунцов, Герман Валерьевич
Ге́рман Вале́рьевич Горбунцо́в (12 апреля 1966, Москва) — российский предприниматель, банкир
, бывший владелец и председатель правления хоккейного клуба «Спартак». Входил в совет директоров банков «Интер-Рус», «Банк Индустриальный Кредит», «ИнтерКредит Банк», «VIP Money Transfer», «Конверсбанк-Москва», «Интерпрогресс» и других.

## Биография

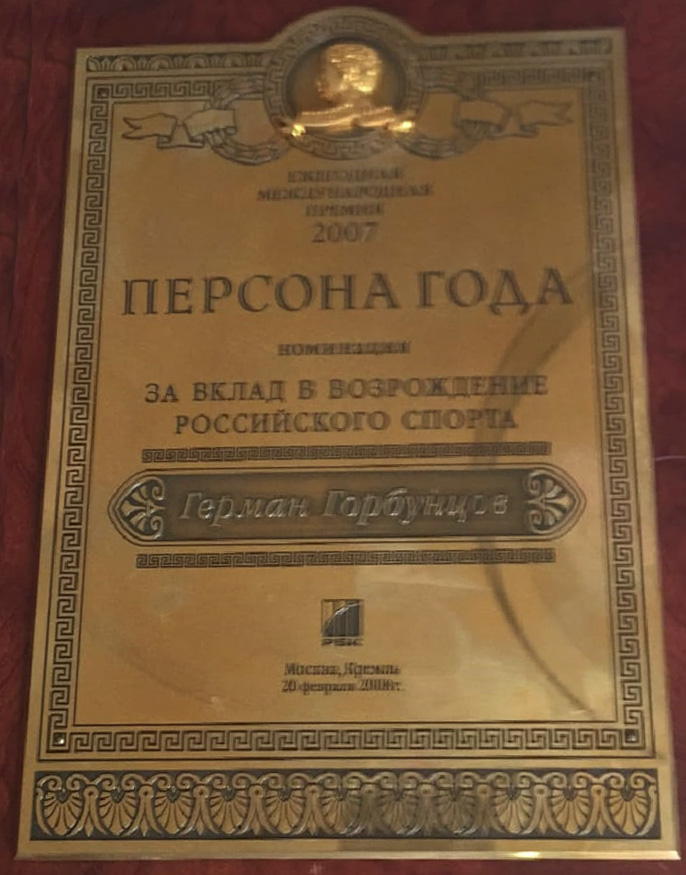
Персона года по версии РБК

### В России
По данным ряда СМИ, Горбунцов был осуждён на 3 года за разбойное нападение в 1984 году. Сам Горбунцов в комментарии Комсомольской Правде в 2011 году утверждал о наличии у него справки о несудимости.
Ряд СМИ утверждают, что Горбунцов был партнером Алексея Френкеля, осуждённого впоследствии за убийство первого заместителя председателя Центробанка РФ Андрея Козлова в 2006 году. В совместную собственность Горбунцова и Френкеля входил ряд банков, связанных с отмыванием денег.
В 2006 году Горбунцов стал владельцем хоккейного клуба «Спартак», а директором клуба становится его давний партнёр и друг Пётр Чувилин. Команда, за три месяца до покупки фактически прекратившая существование из-за финансовых затруднений, в декабре 2006 года вновь вернулась в высший дивизион российского чемпионата. В феврале 2008 года Горбунцов получил премию РБК «Персона года−2007» в номинации «За вклад в возрождение российского спорта». Позднее, в 2009—2011 годах, он также являлся председателем правления «Спартака».

#### Дело Целякова и Носенко
В 2008 году Горбунцов и его партнёр, вице-президент «Инкредбанка» Пётр Чувилин, стали фигурантами коррупционного расследования в отношении двух офицеров департамента по борьбе с организованной преступностью и терроризмом МВД Дмитрия Целякова и Александра Носенко. По данным следствия, сотрудники МВД вымогали у Чувилина и Горбунцова «за общее покровительство» 1,5 миллионов евро. В ряде СМИ выдвигались предположения, что офицеры МВД могли стать жертвой провокации из-за проводимого ими расследования об отмывании 5 миллиардов долларов.

### В Молдове
В конце 2008 года Горбунцов приобрел около 80 процентов акций молдавского банка «Universalbank».
По данным СМИ, в конце 2008 — начале 2009 годов Горбунцов получил гражданство Молдавии, а в 2010 году окончательно эмигрировал из России в Молдавию. После эмиграции в Молдавию Горбунцов стал партнером молдавского олигарха Владимира Плахотнюка. В 2019 году против Плахотнюка в России было открыто уголовное дело за создание преступного сообщества и незаконный вывод средств за границу, в котором активно участвовал Горбунцов. С августа 2010 по январь 2011 года российскими судами было вынесено несколько решений об аресте из-за долговых исков имущества и активов Горбунцова, а в мае 2011 года в России против Горбунцова было возбуждено уголовное дело о мошенничестве с использованием подложных банковских векселей. В марте 2011 года по решению местного молдавского суда акции банка «Universalbank» были арестованы по искам к Горбунцову от российских компаний «Интер Вектор», «Универсал Сплит» и «Гефестор» на общую сумму 5 миллиардов долларов. В течение следующего года в Молдавии против Горбунцова было открыто 7 уголовных дел о хищениях в особо крупных размерах.

#### Подконтрольные СМИ
Ряд СМИ указывают на связь Горбунцова с новостными порталами «Преступная Россия», созданным в 2009 году, «Криминальная Молдова» и «Russiangate». На сайте гонконгской компании Citadel Media Group Limited указано, что «Russiangate», «Криминальная Молдова» и «Преступная Россия» являются её проектами. По данным «Новой газеты», бенефициарами Citadel Media Group Limited были бизнесмены Герман Горбунцов и Александр Каледин.

### В Лондоне

#### Покушение на убийство Горбунцова в 2012 году
В 2012 году Горбунцов передал обращение в Следственный комитет РФ, в котором обвинял Чувилина П. Ю. и Менделеева С. В. в подготовке покушения на своего партнера Александра Антонова в 2009 году.
20 марта 2012 года рядом с домом в Лондоне, в котором к тому времени несколько лет проживал Горбунцов, неизвестный мужчина несколько раз выстрелил в банкира из автоматического оружия, после чего скрылся. По сообщению в газете Daily Mail без указания источника, ещё до покушения Горбунцов планировал просить политического убежища в Великобритании для себя и своей семьи. В результате покушения Горбунцов получил 6 пулевых ранений, был госпитализирован в критическом состоянии и введён в искусственную кому, в которой находился до 1 апреля 2012 года. 28 апреля 2012 года Горбунцов в интервью Daily Mail утверждал, что это покушение связано с его готовностью дать показания по делу о покушении на банкира Александра Антонова в 2009 году, а заказчиками обоих покушений являются «четверо его бывших партнеров по бизнесу, которые имеют связи в верхних эшелонах власти в России».
В Молдавии в 2016 году было возбуждено уголовное дело в отношении Ренато Усатого за организацию покушения на Горбунцова. Ренато Усатый утверждал, что это уголовное дело возбуждено на основе показаний Горбунцова в обмен на закрытие шести уголовных дел против самого Горбунцова. В 2018 году Интерпол признал уголовное дело против Усатого политически мотивированным. В 2017 году уроженец Молдавии Виталий Прока — киллер, стрелявший в Горбунцова — заявил в эфире молдавского телеканала JurnalTV, что заказчиком убийства был Владимир Плахотнюк. В ответ Горбунцов обвинил Ренато Усатого в попытке пустить общественное мнение по ложному следу.

#### Фигурирование в расследованиях
В 2015 году российские правоохранительные органы планировали допросить Горбунцова, проживающего на тот момент в Лондоне, по делу об убийстве Бориса Немцова.
В 2016 году следователи по делу полковника Захарченко планировали допросить Горбунцова. По данным ряда СМИ, Горбунцов платил полковнику 150 тысяч долларов в месяц за защиту от возбуждения уголовных дел при выводе денег в офшоры. В свою очередь, представители банкира заявляли, что Горбунцов готов рассказать о деятельности Захарченко и его роли в схемах вывода средств РЖД за рубеж, однако уточняют, что Горбунцов никаких денег Захарченко не платил.
В 2018 году Генпрокуратура РФ объявила что Герман Горбунцов помогал Уильяму Браудеру выводить деньги заграницу через Молдавию.
Ряд российских СМИ связывают Германа Горбунцова с убийством в 2014 году известного миллиардера Александра Минеева, владельца фирмы «Партия». Убийство произошло вскоре после того как Минеев обратился в правоохранительные органы по поводу захвата активов конечного бенефициара всех его предприятий Crazy Dragon International Limited.

## Личная жизнь
Женат, 3 детей.